# Ladewirkungsgrad
Beim Aufladen und Entladen von Akkumulatoren wird Wärme frei, wodurch ein Teil der zum Aufladen aufgewandten Energie verloren geht. Das Verhältnis der entnehmbaren Ladung zu der beim Laden zugeführten Ladung wird als Ladewirkungsgrad bezeichnet:
{\displaystyle \eta ={\frac {Q_{\text{ab}}}{Q_{\text{zu}}}}}
wobei η Ladewirkungsgrad ist, Qab die entnehmbare Ladung, und Qzu die beim Laden zugeführte Ladung.
Der Ladewirkungsgrad liegt im Allgemeinen zwischen 70 % und 85 %. Bei Akkumulatoren wird jedoch meist sein Kehrwert, der Ladefaktor {\displaystyle \kappa ={\tfrac {1}{\eta }}} angegeben.
Ladefaktor {\displaystyle \kappa } für verschiedene Akkumulator-Typen:
- NiCd: 1,3 – 1,4
- NiMH: 1,4 – 1,5
- Bleiakkumulator:  1,05 – 1,2

Mit Hilfe des Ladefaktors κ, des Ladestroms I (in mA) und der maximalen Ladungsmenge Qmax des Akkus (in mAh) lässt sich die ungefähre Ladezeit t (in Stunden) eines Akkus bestimmen:
{\displaystyle t=k{\frac {Q_{\text{max}}}{I}}}

## Ladezeitabhängigkeit (NiCd)
Der Ladewirkungsgrad hängt auch vom Ladestrom ab. Bei NiCd geht man von einer Ladeeffizienz von 90 % bei 1C-Schnell-Ladung (d. h. knapp über eine Stunde) aus, dagegen sinkt diese auf 70 % bei einer 14-Stunden-Normal-Ladung (0,1C), der Ladefaktor beträgt dann rund 1,4.